# Георгий Мисаилидис
Георгий (на гръцки: Γεώργιος, Георгиос) е гръцки духовник, митрополит на Цариградската патриаршия.

## Биография
Роден е в 1882 година в Синоп със светското име Мисаилидис. Учи в родния си град, във Великата народна школа и в Халкинската семинария, която е завършва през 1909 г. Една година преди това става монах в манастира „Света Троица“ на Халки, ръкоположен е за дякон и е назначен в църквата „Света Евфимия“ в Халкидон, където остава до 1912 г., когато започва да работи в Патриаршията като секретар и главен секретар.
През 1918 г. е ръкоположен за презвитер от патриарх Герман V Константинополски и е обявен за протосингел, а през 1920 г. е назначен за екзарх на вакантната Мраморноостровната митрополия, а на 20 февруари 1922 година е ръкоположен за неин митрополит.  След краха на Гърция в Гръцко-турската война в 1922 г. бяга в Гърция и на 9 октомври 1924 година е избран за митрополит на новата Тасоска митрополия. По-късно в 1932 г. е преместен в Парамития, а през 1942 г. става митрополит на Драмската епархия, където остава до смъртта си.
Умира в Атина на 30 септември 1958 година. Погребан е в Драма на 3 октомври 1958 година.